# Tournoi féminin de volley-ball aux Jeux olympiques d'été de 2024
Cet article traite de l'épreuve féminine. Pour la compétition masculine, voir Tournoi masculin de volley-ball aux Jeux olympiques d'été de 2024.
Navigation
Tokyo 2020 Los Angeles 2028
Le tournoi féminin de volley-ball aux Jeux olympiques d'été de 2024 se tient à Paris, en France, du 28 juillet au 11 août 2024. Il s'agit de la seizième édition de ce tournoi féminin depuis son apparition au sein du programme olympique lors des Jeux de Tokyo en 1964.
Les fédérations affiliées à la FIVB participent par le biais de leur équipe féminine aux épreuves de qualification. Onze équipes rejoignent ainsi la France, nation hôte de la compétition, pour s'affronter lors du tournoi final.

## Préparation de l'évènement

### Désignation du pays hôte
La commission exécutive du Comité international olympique a sélectionné en décembre 2016 deux villes candidates officielles parmi une liste de cinq villes postulant à la candidature. Les deux villes retenues (Los Angeles et Paris) ont alors entamé la deuxième phase de la procédure.
À l'issue de celle-ci, le 13 septembre 2017 à Lima, au Pérou, après avoir étudié les dossiers de chaque ville, le jury décide, en raison de la qualité des deux candidatures, de désigner Paris comme ville hôte des Jeux olympiques de 2024 et Los Angeles pour ceux de 2028.

### Lieux des compétitions
Les épreuves se déroulent au sein de l'Arena Paris Sud 1 de Paris Expo Porte de Versailles.

## Acteurs du tournoi

### Équipes qualifiées
| Compétition                         | Compétition        | Date                 | Lieu              | Places | Qualifiés                         | Dernière participation |
| ----------------------------------- | ------------------ | -------------------- | ----------------- | ------ | --------------------------------- | ---------------------- |
| Pays organisateur                   | Pays organisateur  | Pays organisateur    | Pays organisateur | 1      | France                            | Première               |
| Tournois de qualification olympique | Groupe A           | 16-24 septembre 2023 | Ningbo            | 2      | République dominicaine Serbie     | 2020                   |
| Tournois de qualification olympique | Groupe B           | 16-24 septembre 2023 | Tokyo             | 2      | Turquie Brésil                    | 2020                   |
| Tournois de qualification olympique | Groupe C           | 16-24 septembre 2023 | Łódź              | 2      | États-Unis Pologne                | 2020 2008              |
| Classement mondial                  | Classement mondial | 17 juin 2024         | NC                | 5      | Italie Chine Japon Pays-Bas Kenya | 2020 2016 2020         |
| Total                               |                    |                      |                   | 12     |                                   |                        |

## Compétition
Lors de l’édition précédente, les 12 équipes étaient placées dans deux groupes de 6 pour disputer la phase préliminaire, les 4 premiers de chaque poule se qualifiant pour les quarts de finale.
En 2024, il y a trois groupes de 4 équipes. Les 2 premiers se qualifient pour les quarts de finale et les deux places restantes sont attribuées aux 2 meilleurs troisièmes.
Pour classer les équipes qualifiées pour les quarts de finale, les critères suivants sont appliqués :
1. rang dans la poule ;
2. nombre de matches gagnés ;
3. nombre de points ;
4. différence de sets ;
5. différence de points ;
6. résultat particulier ;
7. classement mondial.

### Premier tour
Légende
- qualifié pour les quarts de finale.
- possiblement qualifié pour les quarts de finale, en tant que meilleur troisième.

#### Groupe A

##### Classement
| # | Équipe     | Pts | J | G | Gt | Pt | P | Sp | Sc | Ratio | Pp  | Pc  | Ratio |
| 1 | Chine      | 8   | 3 | 2 | 1  | 0  | 0 | 9  | 3  | 3     | 277 | 249 | 1.112 |
| 2 | États-Unis | 6   | 3 | 1 | 1  | 1  | 0 | 8  | 5  | 1.6   | 287 | 280 | 1.025 |
| 3 | Serbie     | 4   | 3 | 1 | 0  | 1  | 1 | 6  | 6  | 1     | 271 | 257 | 1.054 |
| 4 | France     | 0   | 3 | 0 | 0  | 0  | 3 | 0  | 6  | 0     | 173 | 234 | 0.739 |
| # = classement; Pts = points; J = joués; G / Gt / Pt / P = gagnés 3-0 ou 3-1 / gagnés au tie-break 3-2 / perdus au tie-break 2-3 / perdus 1-3 ou 0-3; Sp / Sc / Ratio = sets pour / contre / ratio de sets pour/contre; Pp / Pc / Ratio = points pour / contre / ratio de points pour/contre |            |     |   |   |    |    |   |    |    |       |     |     |       |

#### Groupe B
| # | Équipe  | Pts | J | G | Gt | Pt | P | Sp | Sc | Ratio | Pp  | Pc  | Ratio |
| 1 | Brésil  | 9   | 3 | 3 | 0  | 0  | 0 | 9  | 0  | MAX   | 238 | 165 | 1.442 |
| 2 | Pologne | 6   | 3 | 2 | 0  | 0  | 1 | 6  | 4  | 1.5   | 251 | 230 | 1.091 |
| 3 | Japon   | 3   | 3 | 1 | 0  | 0  | 2 | 4  | 6  | 0.667 | 226 | 224 | 1.009 |
| 4 | Kenya   | 0   | 3 | 0 | 0  | 0  | 3 | 0  | 9  | 0     | 136 | 225 | 0.604 |
| # = classement; Pts = points; J = joués; G / Gt / Pt / P = gagnés 3-0 ou 3-1 / gagnés au tie-break 3-2 / perdus au tie-break 2-3 / perdus 1-3 ou 0-3; Sp / Sc / Ratio = sets pour / contre / ratio de sets pour/contre; Pp / Pc / Ratio = points pour / contre / ratio de points pour/contre |         |     |   |   |    |    |   |    |    |       |     |     |       |

#### Groupe C

##### Classement
| # | Équipe                 | Pts | J | G | Gt | Pt | P | Sp | Sc | Ratio | Pp  | Pc  | Ratio |
| 1 | Italie                 | 9   | 3 | 3 | 0  | 0  | 0 | 9  | 1  | 9     | 253 | 199 | 1.271 |
| 2 | Turquie                | 5   | 3 | 1 | 1  | 0  | 1 | 6  | 6  | 1     | 250 | 262 | 0.954 |
| 3 | République dominicaine | 3   | 3 | 1 | 0  | 0  | 2 | 5  | 7  | 0.714 | 264 | 284 | 0.93  |
| 3 | Pays-Bas               | 1   | 3 | 0 | 0  | 1  | 2 | 3  | 9  | 0.333 | 260 | 282 | 0.922 |
| # = classement; Pts = points; J = joués; G / Gt / Pt / P = gagnés 3-0 ou 3-1 / gagnés au tie-break 3-2 / perdus au tie-break 2-3 / perdus 1-3 ou 0-3; Sp / Sc / Ratio = sets pour / contre / ratio de sets pour/contre; Pp / Pc / Ratio = points pour / contre / ratio de points pour/contre |                        |     |   |   |    |    |   |    |    |       |     |     |       |

#### Classement des meilleurs troisièmes
| # | Équipe                         | Pts | J | G | Gt | Pt | P | Sp | Sc | Ratio | Pp  | Pc  | Ratio |
| 1 | Serbie (Gp. A)                 | 4   | 3 | 1 | 0  | 1  | 1 | 6  | 6  | 1     | 273 | 257 | 1.062 |
| 2 | République dominicaine (Gr. C) | 3   | 3 | 1 | 0  | 0  | 2 | 5  | 7  | 0.714 | 264 | 284 | 0.93  |
| 3 | Japon (Gr. B)                  | 3   | 3 | 1 | 0  | 0  | 2 | 4  | 6  | 0.667 | 226 | 224 | 1.009 |
| # = classement; Pts = points; J = joués; G / Gt / Pt / P = gagnés 3-0 ou 3-1 / gagnés au tie-break 3-2 / perdus au tie-break 2-3 / perdus 1-3 ou 0-3; Sp / Sc / Ratio = sets pour / contre / ratio de sets pour/contre; Pp / Pc / Ratio = points pour / contre / ratio de points pour/contre |                                |     |   |   |    |    |   |    |    |       |     |     |       |

### Phase finale
| # | Équipe                 | Pts | J | G | Gt | Pt | P | Sp | Sc | Ratio | Pp  | Pc  | Ratio |
| 1 | Brésil                 | 9   | 3 | 3 | 0  | 0  | 0 | 9  | 0  | MAX   | 238 | 165 | 1.442 |
| 2 | Italie                 | 9   | 3 | 3 | 0  | 0  | 0 | 9  | 1  | 9     | 253 | 199 | 1.271 |
| 3 | Chine                  | 8   | 3 | 2 | 1  | 0  | 0 | 9  | 3  | 3     | 277 | 249 | 1.112 |
| 4 | États-Unis             | 6   | 3 | 1 | 1  | 1  | 0 | 8  | 5  | 1.6   | 287 | 280 | 1.025 |
| 5 | Pologne                | 6   | 3 | 2 | 0  | 0  | 1 | 6  | 4  | 1.5   | 251 | 230 | 1.091 |
| 6 | Turquie                | 5   | 3 | 1 | 1  | 0  | 1 | 6  | 6  | 1     | 250 | 262 | 0.954 |
| 7 | Serbie                 | 4   | 3 | 1 | 0  | 1  | 1 | 6  | 6  | 1     | 273 | 257 | 1.062 |
| 8 | République dominicaine | 3   | 3 | 1 | 0  | 0  | 2 | 5  | 7  | 0.714 | 264 | 284 | 0.93  |
| # = classement; Pts = points; J = joués; G / Gt / Pt / P = gagnés 3-0 ou 3-1 / gagnés au tie-break 3-2 / perdus au tie-break 2-3 / perdus 1-3 ou 0-3; Sp / Sc / Ratio = sets pour / contre / ratio de sets pour/contre; Pp / Pc / Ratio = points pour / contre / ratio de points pour/contre |                        |     |   |   |    |    |   |    |    |       |     |     |       |

#### Tableau final
|  | Quarts de finale            | Quarts de finale |            |        | Demi-finales           | Demi-finales |  |  | Finale  | Finale |
|  | Quarts de finale            | Quarts de finale |            |        | Demi-finales           | Demi-finales |  |  | Finale  | Finale |
|  |                             |                  |            |        |                        |              |  |  |         |        |
|  |                             |                  |            |        |                        |              |  |  |         |        |
|  |                             |                  |            |        |                        |              |  |  |         |        |
|  | [B1] Brésil                 | 3                |            |        |                        |              |  |  |         |        |
|  | [B1] Brésil                 | 3                |            |        |                        |              |  |  |         |        |
|  | [C3] République dominicaine | 0                |            |        |                        |              |  |  |         |        |
|  | [C3] République dominicaine | 0                | Brésil     | 2      |                        |              |  |  |         |        |
|  |                             |                  | Brésil     | 2      |                        |              |  |  |         |        |
|  |                             | États-Unis       | 3          |        |                        |              |  |  |         |        |
|  | [A2] États-Unis             | États-Unis       | 3          | 3      |                        |              |  |  |         |        |
|  | [A2] États-Unis             |                  |            | 3      |                        |              |  |  |         |        |
|  | [B2] Pologne                | 0                |            |        |                        |              |  |  |         |        |
|  | [B2] Pologne                | 0                | États-Unis | 0      |                        |              |  |  |         |        |
|  |                             |                  | États-Unis | 0      |                        |              |  |  |         |        |
|  |                             | Italie           | 3          |        |                        |              |  |  |         |        |
|  | [C1] Italie                 | Italie           | 3          | 3      |                        |              |  |  |         |        |
|  | [C1] Italie                 |                  |            | 3      |                        |              |  |  |         |        |
|  | [A3] Serbie                 | 0                |            |        |                        |              |  |  |         |        |
|  | [A3] Serbie                 | 0                | Italie     | 3      |                        |              |  |  |         |        |
|  |                             |                  | Italie     | 3      | Match pour la 3e place |              |  |  |         |        |
|  |                             | Turquie          | 0          |        |                        |              |  |  |         |        |
|  | [A1] Chine                  | Turquie          | 0          | 2      |                        |              |  |  |         |        |
|  | [A1] Chine                  |                  |            | 2      |                        |              |  |  |         |        |
|  | [C2] Turquie                | 3                |            | Brésil | 3                      |              |  |  |         |        |
|  | [C2] Turquie                | 3                |            | Brésil | 3                      |              |  |  |         |        |
|  |                             |                  |            |        |                        |              |  |  | Turquie | 1      |
|  |                             |                  |            |        |                        |              |  |  | Turquie | 1      |

### Classement final
| Rang                                | Nation                 |
| ----------------------------------- | ---------------------- |
| Médaille d'or, Jeux olympiques      | Italie                 |
| Médaille d'argent, Jeux olympiques  | États-Unis             |
| Médaille de bronze, Jeux olympiques | Brésil                 |
| 4                                   | Turquie                |
| 5                                   | Chine                  |
| 6                                   | Pologne                |
| 7                                   | Serbie                 |
| 8                                   | République dominicaine |
| 9                                   | Japon                  |
| 10                                  | Pays-Bas               |
| 11                                  | France                 |
| 12                                  | Kenya                  |

## Distinctions individuelles
Les distinctions sont rendues publiques le 11 août 2024.
- Meilleure joueuse :  Paola Egonu
- Meilleure passeuse :  Alessia Orro
- Meilleures réceptionneuses-attaquantes :  Myriam Sylla -  Gabriela Guimarães
- Meilleures centrales :  Chiaka Ogbogu -  Anna Danesi
- Meilleure pointue :  Paola Egonu
- Meilleure libero :  Monica De Gennaro